# Gemachtigde
Een gemachtigde is iemand die bevoegd is om iemand anders te vertegenwoordigen in een juridische procedure. Denk aan een advocaat, jurist van een rechtsbijstandsverzekering, familielid of kennis. Er gelden verschillende regels voor het machtigen.
Een gemachtigde kan voorkomen bij civiel recht, bestuursrecht, strafrecht of familierecht. In het algemeen geldt dat een advocaat geen machtiging moet aantonen om zijn cliënt te verdedigen in een proces (mandaat ad litem). Voor het zich laten bijstaan door bijvoorbeeld een vriend, familielid of een vertegenwoordiger van een verzekeringsmaatschappij is wel een bewijs van machtiging nodig.
Daarnaast kan bij het uitbrengen van stemmen bij verkiezingen iemand gemachtigd worden om voor de persoon die niet deel kan nemen aan de verkiezingen, de stem uit te brengen. Dit kan dan alleen op het moment dat de gemachtigde zelf ook zijn of haar stem uit gaat brengen.